# Hr.Ms. Zeehond (1944)
De Hr. Ms. Zeehond was een Nederlandse onderzeeboot van de T- of Zwaardvisklasse. Het schip was de voormalige Britse onderzeeboot Dolphin, indienstgesteld 30 december 1944, en werd, net als het zusterschip Taurus, van 1948 - 1953 door de Nederlandse marine geleend van de Britse marine. De Tapir werd gebouwd door de Britse scheepswerf Vickers Armstrong uit Barrow in Furness. In 1948 ondernam de Zeehond een reis naar Curaçao tijdens deze reis werden er zwaartekrachtmetingen uitgevoerd en op de terugreis werd er een lange tijd met de snuiver gevaren.

## De Zeehond als Dolphin en als Tapir
HMS Dolphin heeft van 30 december 1944 tot 18 juni 1948 en vanaf 16 juli 1953 als HMS Tapir totdat de onderzeeboot gesloopt werd in 1966 dienstgedaan bij de Britse marine. Tijdens de Tweede Wereldoorlog bracht de Tapir één vijandelijk schip tot zinken. Op 12 april 1945 bracht de Tapir de Duitse onderzeeboot U-486 door middel van torpedo's tot zinken.